# جون دونبار
جون دونبار (بالإنجليزية: Jon Dunbar)‏ هو لاعب اتحاد الرغبي بريطاني، ولد في 4 أبريل 1980 في فغبرغ في ألمانيا.

## وصلات خارجية
- جون دونبار عل موقع إسبنسكروم (الإنجليزية)